# Cóctel (evento)

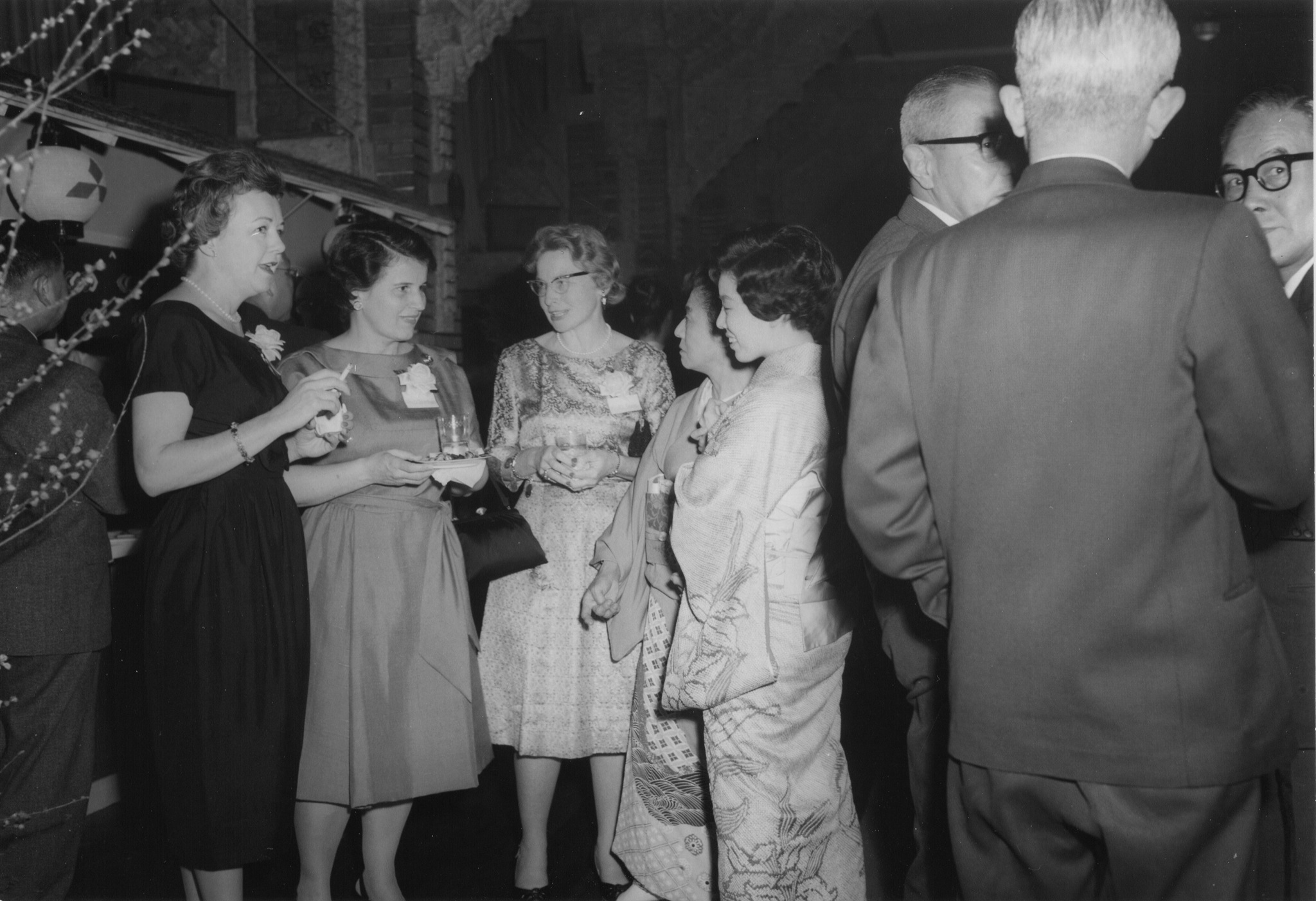
Un cóctel en el Hotel Imperial de Tokio, Japón (1961).

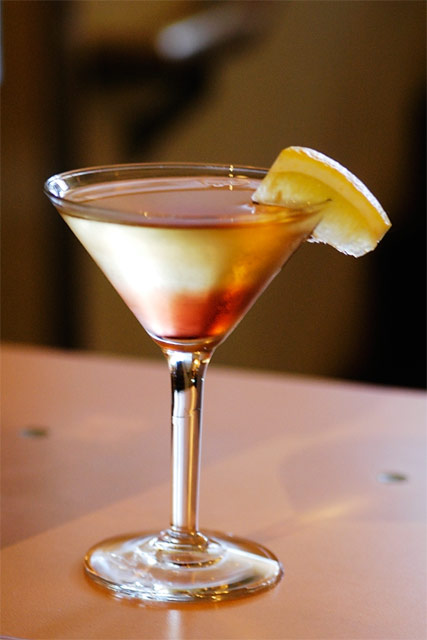
Un cóctel servido en un vaso de cóctel.

Un cóctel (del inglés cocktail party) es un evento refinado de ocio típico del mundo anglosajón, llamado así porque generalmente siempre se sirven cócteles a los invitados.
A raíz de los cocktail parties, los gerentes de hoteles y restaurantes crearon el cocktail hour, llamado en castellano «hora feliz», una forma de promocionar y atraer clientes y ofrecerles bebidas más baratas durante un periodo corto del día (generalmente, entre las 16:00 y las 18:00).
Algunos eventos, como las recepciones de bodas, van precedidos de una cocktail hour, durante la cual los invitados socializan mientras consumen aperitivos y cócteles. Los organizadores de estos eventos utilizan esta franja horaria para mantener a los invitados ocupados entre eventos relacionados y para dar un margen de tiempo a los invitados que llegan tarde.
Aunque se ha dicho que el inventor del cocktail party fue Alec Waugh de Londres, un artículo en St. Paul Pioneer Press en mayo de 1917 atribuyó su invención a la Sra. Julius S. Walsh Jr. de San Luis, Misuri. La Sra. Walsh invitó a 50 personas a su casa un domingo al mediodía para un evento de una hora. «La fiesta obtuvo un éxito instantáneo», declaró el periódico, y afirmó que en unas semanas los cócteles se habían convertido en «una institución en San Luis».
Alec Waugh señaló que el primer cóctel en Inglaterra fue organizado en 1924 por el artista de guerra Christopher Nevinson. Un observador alemán de la vida inglesa aconsejó a sus connacionales que importaran las «tres reglas fundamentales» de los cócteles:
1. No debe durar mucho, una hora y media como máximo, el tiempo que uno puede ponerse de pie, incluso si hay sillas para constituciones más débiles.
2. Los huéspedes deben entrar y salir libremente, evitando saludos elaborados a la llegada y salida.
3. La conversación debe evitar temas apasionantes (temas personales, políticos o religiosos) para mantener un ambiente armonioso y alegre.[3]

## Etiqueta
Desde su origen en la década de 1920 hasta la actualidad, los cócteles se caracterizan por tener un marcado código de vestimenta. Las mujeres que asisten a un cóctel generalmente pueden usar un vestido de cóctel. A veces se usa un sombrero de cóctel como declaración de moda.